# Сабинианцы
Сабиниа́нцы (лат. sabiniani) или кассианцы (лат. cassiani) — представители древнеримской юридической школы I века, основанной Гаем Атеем Капитоном, но называемой по именам её наиболее выдающихся руководителей: Мазурия Сабина и Кассия Лонгина, ученика Сабина.
Основной источник сведений о школе — Секст Помпоний. Именно он, рассказав о Лабеоне и Капитоне, прибавляет затем: «hi duo primum veluti diversas sectas fecerunt», то есть что от них пошли как бы две различные школы в юриспруденции. Школа, ведущая своё начало от Лабеона, называлась по имени его ближайшего ученика — Прокула — прокулианцами, а школа, ведущая начало от Капитона, по имени ученика этого последнего — Сабина — сабинианцами.
К сабинианцам принадлежали Гай Атей Капитон, Мазурий Сабин, Кассий, Целлий Сабин, Луций Яволен Приск, Абурний Валенс, Тусциан и Сальвий Юлиан, Африкан.
По своим принципам сабинианцы (кассианцы) противополагали себя прокульянцам, но состав разногласий её с последними почти неизвестен.